# إكي (ناغاساكي)
مدينة إكي (بالإنجليزية: Iki)‏ هي أحد المدن التابعة لمحافظة ناغاساكي. تأسست رسميًا في 01/03/2004. ويقدر عدد سكانها بـ 30352 نسمة حسب تقدير مكتب الإحصاء الياباني لعام 2012. تبلغ مساحة إكي 138.5 كم2. بكثافة سكانية تبلغ 219 نسمة/كم2.بلاط

## توأمة
لإكي (ناغاساكي) اتفاقيات توأمة مع:
- سوا